# الإبراهيمية البحرية
الإبراهيمية البحرية هي إحدى قرى مركز كفر سعد التابع لمحافظة دمياط بجمهورية مصر العربية.